# マイケル・ダ・コンセイソン・フィゲイレド
ミカ（Mika）こと、マイケル・ダ・コンセイソン・フィゲイレド（Michael da Conceição Figueiredo 、1987年9月26日 - ）は、フランス・リヨン出身のサッカー選手。CDトロフェンセ所属。ポジションは、ディフェンダー（センターバック）。